# Alien Ant Farm
Alien Ant Farm is een alternatieve rock-band ontstaan in Riverside, Californië in 1996. De naam is afkomstig van een idee over aliens en de aarde van gitarist Terry Corso:"I was daydreaming at my dull desk job with my feet up, and I thought to myself, 'Wouldn't it be cool if the human species were placed on earth and cultivated by alien intelligence?' Maybe the aliens added us to an atmosphere that was suitable for us, and they've been watching us develop and colonize, kind of like what a kid does with an ant farm"
Hun grootste hit was een cover van Michael Jacksons "Smooth Criminal" in 2001.
In mei 2002 was de band betrokken bij een auto ongeluk tijdens hun tour. Chauffeur Christopher Holland overleed en leadzanger Dryden Mitchell raakte zwaargewond.

## Discografie
- Greatest Hits (1999)
- Anthology (2001)
- Truant (2003)
- Up in the attic (2006)
- 20th Century masters: Millennium collection: The best of Alien Ant Farm (2008)
- Always and forever (2015)

## Trivia
- De band won een L.A. Music Award in de categorie Best Independent Album voor hun debuutalbum Greatest Hits.
- Hun nummer "Bug Bytes" werd gebruikt voor de eerste Spider-Man soundtrack.
- Het nummer "Wish" werd gebruikt voor het spel Tony Hawk's Pro Skater 3.
- In 2004 werd het nummer "These Days" gebruikt voor het spel Madden 2004.
- In 2004 werd het nummer "S.S. Recognize" gebruikt voor het spel NHL 2004.